# Ngerikoek
Der Ngerikoek (auch: Rois Buiel, Rois-Buiel Peak, Roishibuiru-San) ist ein 135 m hoher Hügel auf der Insel Babelthuap im Inselstaat Palau im Pazifik.

## Geographie
Der Hügel liegt im Westen der Insel im administrativen Staat Ngatpang auf der Halbinsel Ngereklmadel oberhalb der Bucht Karamadoo Bay.